# Фундаментный болт

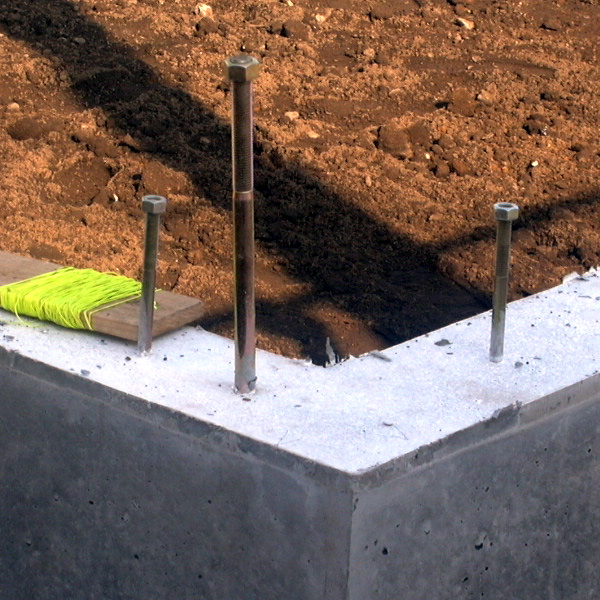

Фундаментный (анкерный) болт

Фундаментный болт — крепёжное изделие в виде прута с резьбовой частью на одном конце, и специального приспособления, удерживающего фундаментный болт внутри фундамента, предназначенное для крепления строительных конструкций и оборудования по принципу анкерного болта. Фундаментные болты в значительной степени используются на всех типах строительства, от стандартного здания до дамб и атомных электростанций. Обеспечивают надёжное крепление только к прочным, нехрупким и неэластичным основаниям.
На торце шпилек наносится маркировка с обозначением номинального диаметра резьбы и длины шпильки в сантиметрах. Для шпилек М12 марка наносится на бирку, прикрепляемую к комплекту шпилек. На шпильках, предназначенных для болтов, эксплуатируемых при расчётной зимней температуре наружного воздуха ниже −40°С, в марке дополнительно указываются буквы ХЛ.

## Стандарты
- ГОСТ 24379.0-80 Болты фундаментные. Общие технические условия
- ГОСТ 24379.1-2012 Болты фундаментные. Конструкция и размеры
- Пособие к